# Nogentel
Nogentel je francouzská obec v departementu Aisne v regionu Hauts-de-France. V roce 2012 zde žilo 1 013 obyvatel.

## Sousední obce
Essômes-sur-Marne, Étampes-sur-Marne, Château-Thierry, Chézy-sur-Marne, Nesles-la-Montagne

## Vývoj počtu obyvatel
Počet obyvatel